# Рапозейра
Рапозейра (порт. Raposeira)  —  населённый пункт и район в Португалии,  входит в округ Фару. Является составной частью муниципалитета  Вила-ду-Бишпу. По старому административному делению входил в провинцию Алгарве (регион). Входит в экономико-статистический  субрегион Алгарве, который входит в Алгарве. Население составляет 441 человек на 2001 год. Занимает площадь 25,71 км².